# Marsha Mason
Marsha Mason (Saint Louis, Missouri, 1942. április 3. –) kétszeres Golden Globe-díjas amerikai színésznő, színházi rendező. 
Négyszer jelölték Oscar-díjra.

## Élete és pályafutása
1942-ben született St. Louisban. Szülei Jacquelina Helena Rachowsky és James Joseph Mason nyomdász voltak. Mason a Nerinx Hall Középiskolában érettségizett, és a Webster Egyetem hallgatója volt dráma szakon. Mason New Yorkba utazott, és a Broadway színpadán debütált, további szerepekhez jutva Broadway-féle színházakban is. 1965-ben férjhez ment Gary Campbell színészhez, de a házasságuk 1970-ben válással végződött. Mason 1973-ban kapta meg első komoly filmes szerepét Paul Mazursky Szerelmes Blume című filmjében, majd ezt követte a Kimenő éjfélig, amivel Golden Globe-díjat nyert és Oscar-díjra jelölték. Ugyanebben az évben ment el meghallgatásra Neil Simon Good Doctor című Broadwaynak szánt darabjára. A férfi felismerte Masont a Szerelmes Blumeból, és egy hónap múlva már házasok voltak, ami nagy port kavart, ugyanis Simon három hónappal ezelőtt vesztette el beteg feleségét.
Mason pár évig szüneteltette a filmezést, és Kaliforniába költözött újdonsült férjével, és annak két lányával, Nancyvel és Ellennel. A szünet okát sokféleképp nevezték meg: Mason nem volt elégedett a forgatókönyvekkel, férjének szüksége volt rá, hogy mellette maradjon, és a családjával legyen. Mason 1977-ben tért vissza az Audrey Rose című horrorfilmmel Anthony Hopkinsszal az oldalán. Ezután férje írt neki egy darabot a Hölgyem, Isten áldja! címmel, amit megfilmesítettek, és Mason újból Golden Globe-ot nyert, zsebében a második Oscar-jelölésével. Simon további ötleteivel színesítette a repertoárt, mint a Bohókás nyomozás, a Csak ha nevetek és a Második fejezet. Utóbbit önéletrajzi műnek tulajdonítják, amelyben bűntudatát vallja meg, amiért olyan hamar megnősült első felesége halála után. Masont még kétszer jelölték Golden Globe-ra és Oscar-díjra, de egyszer sem nyerte meg a filmszínészek legrangosabb kitüntetését.
1983-ban Mason házassága válságos állapotba került, majd válás lett belőle. A színésznő ekkor tért vissza a színpadra olyan darabokban, mint Az iguána éjszakája vagy a Szerelmes levelek. Szándékában állt rendezői székbe is ülni. A kilencvenes években a televízióban is felbukkant, vendégszereplésével a Frasier – A dumagépben Primetime Emmy-díjat nyert. Mason továbbra is aktív a színjátszás terén, 2016-tól visszatérő karaktere volt a Grace és Frankie című sorozatnak, ami 2022-ben prezentálta a befejező évadát.
Mason a húszas évek elején podcastekben vállalt apróbb szerepeket, mint a The Pack Podcast és az Around the Sun.
Mason csillagot kapott a St. Louis-i Hírességek sétányán.

## Filmográfia

### Film
| Év   | Magyar cím             | Eredeti cím                    | Szerep                         | Magyar hang        |
| ---- | ---------------------- | ------------------------------ | ------------------------------ | ------------------ |
| 1966 |                        | Hot Rod Hullabaloo             | ismeretlen szerep              |                    |
| 1968 |                        | Beyond the Law                 | Marcia Stillwell               |                    |
| 1973 | Szerelmes Blume        | Blume in Love                  | Arlene                         | Kovács Nóra        |
| 1973 | Kimenő éjfélig         | Kimenő éjfélig                 | Maggie Paul                    | Kovács Nóra        |
| 1977 |                        | Audrey Rose                    | Janice Templeton               |                    |
| 1977 | Hölgyem, Isten áldja!  | The Goodbye Girl               | Paula McFadden                 | Földi Teri         |
| 1978 | Bohókás nyomozás       | The Cheap Detective            | Georgia Merkle                 | Vándor Éva         |
| 1979 |                        | Promises in the Dark           | Dr. Alexandra Kendall          |                    |
| 1979 | Második fejezet        | Chapter Two                    | Jennie MacLaine                | Kútvölgyi Erzsébet |
| 1981 | Csak ha nevetek        | Only When I Laugh              | Georgia Hines                  |                    |
| 1983 | Gengszterpapa          | Max Dugan Returns              | Nora McPhee                    |                    |
| 1986 | Halálhágó              | Heartbreak Ridge               | Aggie                          | Bodnár Erika       |
| 1986 | Halálhágó              | Heartbreak Ridge               | Aggie                          | Földessy Margit    |
| 1990 | Stella                 | Stella                         | Janice Morrison                | Bencze Ilona       |
| 1991 | Szűnj meg, Fred!       | Drop Dead Fred                 | Polly Cronin                   | Piros Ildikó       |
| 1994 | A zűr bajjal jár       | I Love Trouble                 | Gayle Robbins szenátor         | Zsolnai Júlia      |
| 1995 | Holtidő                | Nick of Time                   | Eleanor Grant kormányzóasszony | Szabó Éva          |
| 1996 | Két nap a völgyben     | 2 Days in the Valley           | Audrey Hopper                  | Halász Aranka      |
| 2004 | Mátkaság és legényélet | Bride & Prejudice              | Catherine Darcy                | Menszátor Magdolna |
| 2004 | Sötét ösvény           | Bereft                         | Helen                          |                    |
| 2013 |                        | Across Grace Alley (rövidfilm) | nagymama                       |                    |

### Televízió
| Év        | Magyar cím                       | Eredeti cím                                                  | Szerep                             | Megjegyzések                                            |
| --------- | -------------------------------- | ------------------------------------------------------------ | ---------------------------------- | ------------------------------------------------------- |
| 1951      |                                  | Love of Life                                                 | Judith Cole                        | televíziós sorozat                                      |
| 1969      |                                  | Where the Heart Is                                           | Laura Blackburn                    | 1 epizód                                                |
| 1969      |                                  | Dark Shadows                                                 | Audrey / vámpírlány                | 1 epizód                                                |
| 1971–1778 |                                  | Great Performances                                           | Roxane / több szerep               | 2 epizód                                                |
| 1972      |                                  | Young Dr. Kildare                                            | Lord nővér                         | 2 epizód                                                |
| 1982      |                                  | Lois Gibbs and the Love Canal                                | Lois Gibbs                         | tévéfilm                                                |
| 1985      |                                  | Surviving                                                    | Lois                               | tévéfilm                                                |
| 1986      |                                  | Trapped in Silence                                           | Jennifer Hubbell                   | tévéfilm                                                |
| 1988      |                                  | Hothouse                                                     | Courtney Woods                     | 1 epizód                                                |
| 1989      |                                  | Dinner at Eight                                              | Millicent Jordan                   | tévéfilm                                                |
| 1990      | Mindennek ára van                | The Image                                                    | Jean Cromwell                      | tévéfilm                                                |
| 1991–1992 |                                  | Sibs                                                         | Nora Ruscio                        | 22 epizód                                               |
| 1992      | Seinfeld                         | Seinfeld                                                     | Jennie MacLaine                    | 1 epizód                                                |
| 1993      |                                  | One Life to Live                                             | Sabrina                            | 1 epizód                                                |
| 1995      | Korrupt szentek                  | Broken Trust                                                 | Ruth                               | tévéfilm                                                |
| 1997–1998 | Frasier – A dumagép              | Frasier                                                      | Sherry Dempsey                     | visszatérő szerep (6 epizód)                            |
| 1999      | Repülő kisértetek                | Restless Spirits                                             | Lydia                              | - tévéfilm - magyar hangja: - Andresz Kati              |
| 2001      | Judy Garland: Én és az árnyékaim | Life with Judy Garland: Me and My Shadows                    | Ethel Gumm                         | - minisorozat (2 epizód) - magyar hangja: - Bókai Mária |
| 2002      |                                  | The Education of Max Bickford                                | Lilith Bigelow                     | 1 epizód                                                |
| 2004      | Vakvágta a jövőbe                | The Long Shot                                                | Mary Lou O'Brien                   | - tévéfilm - magyar hangja: - Menszátor Magdolna        |
| 2006      |                                  | Nightmares and Dreamscapes: From the Stories of Stephen King | Trudy néni                         | 1 epizód                                                |
| 2008      | Rúzs és New York                 | Lipstick Jungle                                              | Lorraine Lipman                    | 1 epizód                                                |
| 2008      | Katonafeleségek                  | Army Wives                                                   | Charlotte Meade                    | 1 epizód                                                |
| 2010–2017 | A semmi közepén                  | The Middle                                                   | Pat Spence                         | visszatérő szerep (11 epizód)                           |
| 2013      |                                  | Untitled Bounty Hunter Project                               | Lucille Ryan                       | tévéfilm                                                |
| 2015–2016 |                                  | Madam Secretary                                              | Dr. Kinsey Sherman                 | 2 epizód                                                |
| 2016      | A férjem védelmében              | The Good Wife                                                | Louisa Page bírónő                 | 1 epizód                                                |
| 2016–2022 | Grace és Frankie                 | Grace and Frankie                                            | Arlene                             | visszatérő szerep (8 epizód)                            |
| 2020–2021 |                                  | The Pack Podcast                                             | Kay / Kendra / Mary Alice (hangja) | podcast (3 epizód)                                      |
| 2021–2022 |                                  | Around the Sun                                               | Marge / a Csillagőrző              | podcast (3 epizód)                                      |

## Színpadi szerepek
Broadway
- 1965–68: A kaktusz virága
- 1970–71: Happy Birthday, Wanda June
- 1973–74: The Good Doctor
- 1996: Az iguána éjszakája
- 2005: Acélmagnóliák
- 2009: Impressionism

Broadway-féle színház (Off-Broadway)
- 1967: The Deer Park
- 1968: It's Called The Sugar Plum
- 1970: Happy Birthday, Wanda June
- 1974: III. Richárd
- 1983: Old Times
- 1988: The Big Love
- 1989: Szerelmes levelek
- 1990: Lake No Bottom
- 1999: The Vagina Monologues
- 2004: Wintertime
- 2007: A Feminine Ending
- 2018: Fire and Air

## Díjak és jelölések
| Év   | Jelölt mű             | Díj                                                                      | Eredmény |
| ---- | --------------------- | ------------------------------------------------------------------------ | -------- |
| 1974 | Kimenő éjfélig        | Golden Globe-díj a legjobb női főszereplőnek – filmdráma                 | Elnyerte |
| 1974 | Kimenő éjfélig        | Oscar-díj a legjobb női főszereplőnek                                    | Jelölve  |
| 1974 | Kimenő éjfélig        | Filmkritikusok Nemzeti Szövetségének díja                                | Jelölve  |
| 1978 | Hölgyem, Isten áldja! | Golden Globe-díj a legjobb női főszereplőnek – filmmusical vagy vígjáték | Elnyerte |
| 1978 | Hölgyem, Isten áldja! | Oscar-díj a legjobb női főszereplőnek                                    | Jelölve  |
| 1979 | Hölgyem, Isten áldja! | BAFTA-díj a legjobb női főszereplőnek                                    | Jelölve  |
| 1980 | Promises in the Dark  | Golden Globe-díj a legjobb női főszereplőnek – filmdráma                 | Jelölve  |
| 1980 | Második fejezet       | Golden Globe-díj a legjobb női főszereplőnek – filmmusical vagy vígjáték | Jelölve  |
| 1980 | Második fejezet       | Oscar-díj a legjobb női főszereplőnek                                    | Jelölve  |
| 1982 | Csak ha nevetek       | Oscar-díj a legjobb női főszereplőnek                                    | Jelölve  |
| 1991 | Mindennek ára van     | CableACE a legjobb női mellékszereplőnek (tévéfilm vagy minisorozat)     | Jelölve  |
| 1997 | Frasier – A dumagép   | Primetime Emmy-díj a legjobb vendégszínésznőnek (vígjátéksorozat)        | Jelölve  |
| 2001 | –                     | Temecula Valley Nemzetközi Filmfesztivál: Életműdíj                      | Elnyerte |
| 2002 | –                     | St. Louis Nemzetközi Filmfesztivál: Életműdíj                            | Elnyerte |